# Dolní Hradiště
Dolní Hradiště je obec v okrese Plzeň-sever v Plzeňském kraji. Leží sedm kilometrů jižně od Kralovic. V obci žije 68 obyvatel. Obec je součástí Mikroregionu Dolní Střela.

## Historie
Dolní Hradiště je poprvé písemně připomínáno v potvrzení majetku plaského kláštera papežem Inocencem IV. z roku 1250. Na počátku husitských válek v roce 1420 získali Dolní Hradiště spolu s dalšími vesnicemi a městečkem Kralovicemi od krále Zikmund katoličtí páni bratři Hanuš a Bedřich z Kolovrat na Libštejně a Krašově.

## Přírodní poměry
Dolní Hradiště leží severně od údolí řeky Střely, na jižní hranici přírodního parku Rohatiny. Na severozápadě sousedí s Kočínem a na jihozápadě s Koryty.

## Obyvatelstvo
| Rok            | 1869 | 1880 | 1890 | 1900 | 1910 | 1921 | 1930 | 1950 | 1961 | 1970 | 1980 | 1991 | 2001 | 2011 | 2021 |
| -------------- | ---- | ---- | ---- | ---- | ---- | ---- | ---- | ---- | ---- | ---- | ---- | ---- | ---- | ---- | ---- |
| Počet obyvatel | 126  | 136  | 143  | 138  | 131  | 114  | 133  | 78   | 94   | 82   | 66   | 57   | 42   | 46   | 66   |
| Počet domů     | 24   | 24   | 23   | 24   | 25   | 26   | 28   | 35   | 24   | 27   | 23   | 29   | 29   | 30   | 30   |

## Obecní správa
Mezi lety 1850–1920 Dolní Hradiště patřilo jako osada obce ke Kočínu v okrese Kralovice. V letech 1921–1985 bylo obcí v okrese Kralovice (1921–1930), posléze v okrese Plasy (1950) a později v okrese Plzeň-sever. Od 1. července 1985 do 31. prosince 1991 patřilo jako část města ke Kralovicím a od 1. ledna 1992 je opět samostatnou obcí.

### Obecní symboly
Znak a vlajka byly obci uděleny rozhodnutím předsedy Poslanecké sněmovny Parlamentu České republiky dne 8. listopadu 2016.

## Pamětihodnosti

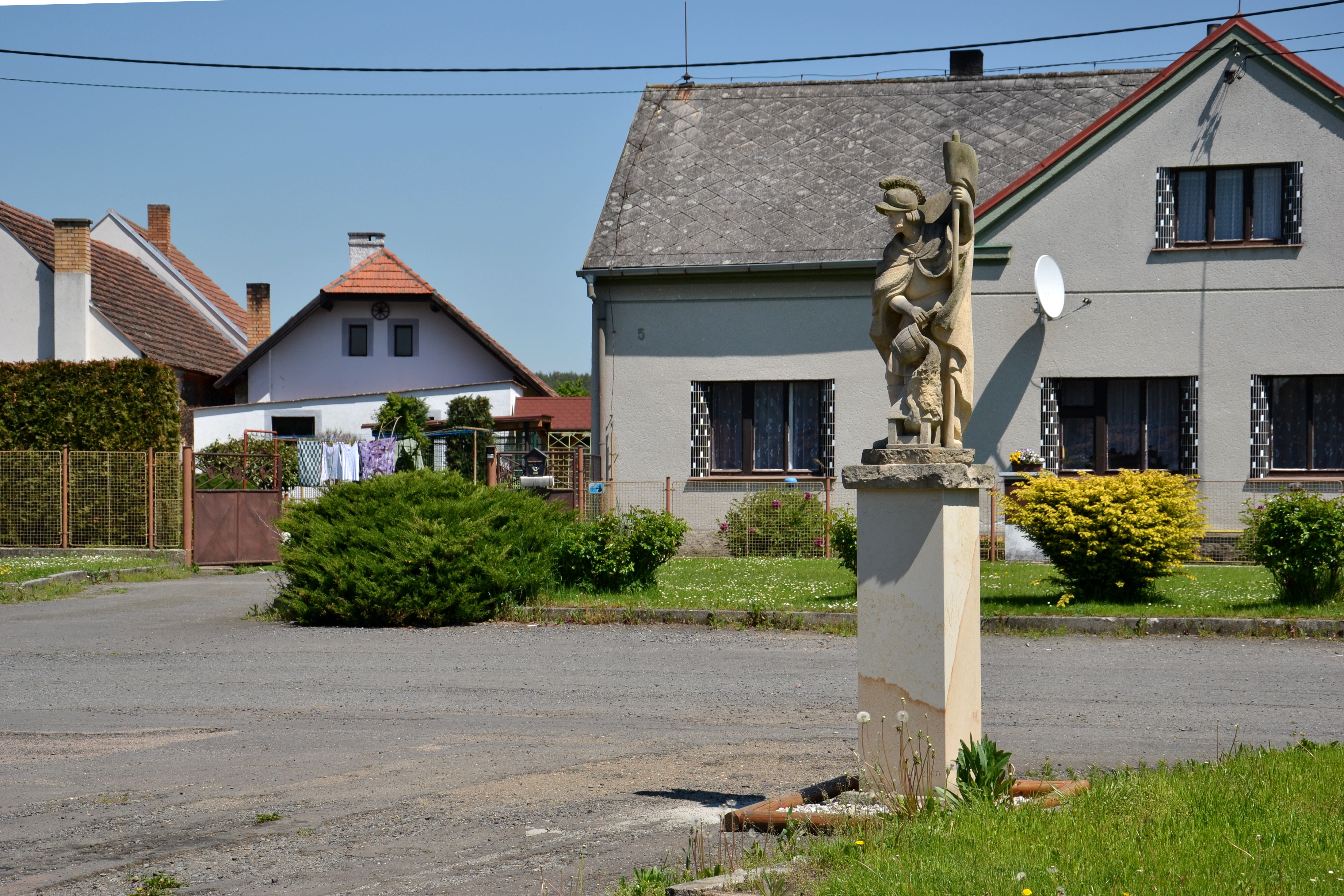
Socha svatého Floriána na návsi

Východně od vesnice se na ostrožně nad soutokem Střely a Kralovického potoka nachází pozůstatky pravěkého a raně středověkého hradiště někdy zvaného Příkopy.